# رجاء الصانع
رجاء بنت عبد الله الصانع ولدت في 11 سبتمبر 1981، في مدينة الرياض. هي كاتبة وقاصة سعودية، اشتهرت بروايتها بنات الرياض (التي نشرت أول الأمر في لبنان عام 2005، وباللغة الإنجليزية عام 2007). عملت استشارية في مستشفى الملك فيصل التخصصي ومركز الأبحاث بالرياض.

## التعليم
حصلت على شهادة طب الأسنان من جامعة إلينوي في عام 2009، وعلى شهادة الماجستير في علاج العصب وجذور الأسنان من الجامعة نفسها عام 2008. وعملت في الجامعة كأستاذ مساعد مابين 2008-2010، كما نالت شهادة الزمالة الملكية الكندية في علاج العصب والجذور في 2010.

## السيرة
تم ترشيح كتابها لجائزة دبلن الأدبية العالمية IMPAC في عام 2009، وحصلت روايتها على الكثير من الاهتمام وتم ترجمة روايتها لأربعين لغة عالمية وبيع منها 3 ملايين نسخة حول العالم. الرواية التي كلفت الصانع 6 أعوام، مزجت اللغة الفصحى باللهجات العامية، مع كثير من اللغة الإنجليزية المكتوبة كما تنطق وبحروف عربية، مستحضرة أساليب الكتابة في المجموعات والمنتديات الإلكترونية. وتقول الصانع: «أنا بطبعي أمقت السلبية ولن أنتظر حتى يتحرك الآخرون من أجلي. إنه واجبي تجاه نفسي وتجاه أبنائي وبناتي في المستقبل.»
تم اختيارها في المرتبة ال37 ضمن قائمة أقوى 100 عربي تحت سن الأربعين.
```
قال 
غازي القصيبي
 عن روايتها (بنات الرياض)، : «تُقْدم رجاء الصانع على مغامرة كبرى.. تزيح الستار العميق الذي يختفي خلفه عالم الفتيات المثير في الرياض».
[
3
]
```